# Émile Poulat
Émile Poulat (Lione, 13 giugno 1920 – Parigi, 22 novembre 2014) è stato uno storico e sociologo francese.

## Biografia
Direttore dell'École des hautes études en sciences sociales, è stato anche direttore di ricerca al CNRS e storico della Chiesa contemporanea. È uno dei fondatori del Gruppo di sociologia delle religioni, direttore e membro dei comitati di redazione di numerose riviste, fra cui Politica hermetica. 
Le sue ricerche vertono soprattutto sul conflitto fra la cultura cattolica e la cultura moderna nella storia del cattolicesimo contemporaneo. È specializzato nella questione della crisi modernista ed è anche interessato alla questione dell'opposizione alla massoneria e alla laicità. La maggior parte delle sue ultime opere sono state pubblicate da Berg International.
La sua opera è segnata dalla volontà costante di andare oltre i commenti e di risalire alla fonte.

## Pubblicazioni principali
- Etudes sur la tradition française de l'Association ouvrière, Minuit, 1955.
- Les cahiers manuscrits de Fourier, Minuit, 1957.
- Priests and Workers, An Anglo-French Discussion, SCM Press, 1961.
- Le journal d'un prêtre d'après-demain (1902-1903) de l'Abbé Calippe, Casterman, 1961.
- Histoire, dogme et critique de la crise moderniste, Casterman, 1962, 1979; Albin Michel, 1996.
- Naissance des prêtres ouvriers, Casterman, 1965.
- Intégrisme et catholicisme intégral, Casterman, 1969.
- Les "semances religieuses", Université Lyon-II, 1973.
- Catholicisme, démocratie et socialisme, Casterman, 1977.
- Une Eglise ébranlée (1939-1978), Casterman, 1980.
- Modernistica. Horizons, physionomies, débats, Nouvelles Editions Latines, 1982.
- Le catholicisme sous observation, intervista con Guy Lafon, collection Les Interviews, Paris, Le Centurion, 1983.
- Ère post-chrétienne, Paris, Flammarion, 1994.
- Histoire dogme et critique dans la crise moderniste. Suivi de La réflexion d'Alphonse Dupront, 1962, Albin Michel, 1996.
- con Claude Ravelet, Henri Desroche, un passeur de frontières, L'Harmattan, 1997.
- La solution laïque et ses problèmes, Berg International, 1997.
- Henri Desroche un passeur de frontière, L'Harmattan, 1997.
- Les Prêtres-Ouvriers, Paris Éditions du Cerf, 1999.
- L'université devant la mystique, Salvator, 1999.
- Deus ex-machina, Éditions L'Âge d'Homme, 2002.
- Notre laïcité publique, Berg international, 2003.
- con Didier Decherf, Le christianisme à contre-histoire, Éditions du Rocher, 2003.
- con Dominique Kounkou, Les discriminations religieuses en France, Chrétiens Autrement, 2004.
- La question religieuse et ses turbulences, Paris, Berg international, 2005.
- (dir.) 1905-2005. Les enjeux de la laïcité, con Alain Bondeelle, Jean Boussinesq, Alain Boyer, Driss El Yazami, Alain Gresh, Michel Morineau, Émile Poulat, Ṭāriq Ramaḍān, Joël Roman, Michel Tubiana, L'Harmattan, 2005.
- Église contre bourgeoisie, Paris, Berg International, 2006.
- con Jean-Pierre Laurant, L'Antimaçonnisme catholique, Paris, Berg international, 2006.
- La Séparation et les églises de l'Ouest, L'Harmattan, 2006.
- Les diocésaines, la Documentation française, 2007.
- France chrétienne, France laïque, intervista con Danièle Masson, Desclée de Brouwer, 2008.
- Aux carrefours stratégiques de l'Eglise de France, Berg International, 2009.
- Scruter la loi de 1905, la République française et la Religion, Fayard, 2010.